# Fenyőalakúak
A fenyőalakúak (Pinales) a toboztermők (Pinophyta) törzsébe és a tűlevelűek (Pinopsida) osztályába tartozó rend.

## Származásuk, elterjedésük
A nyitvatermő ősfák (Cordaitales) mai utódai. Az északi mérsékelt öv sok erdőtípusában (pl. tajga) dominánsak, de a déli félteke trópusi és mérsékelt övi erdeiben is számos fajuk él. Közép-Európában is a tűlevelű társulások uralkodó fái, ritkábban cserjéi (törpefenyves).

## Megjelenésük, felépítésük

### Vegetatív szerveik
Monopodiálisan elágazó, fás növények tű- vagy pikkelylevelekkel, ritkán lomblevelekkel (a széles levéllemezű fajok leginkább a szubtrópusokon-trópusokon élnek). Törzsükre jellemzőek a gyantajáratok, a kollaterális nyílt edénynyalábok, a vermes gödörkés sejtfalvastagodású tracheidák.

### Szaporító szerveik
Virágaik (Józsa, p. 54–64.) egyivarúak; a porzós virágok jelentősen eltérnek a termősektől. A nagy többség egylaki, csak néhány nemzetség — Juniperus, Podocarpus, Taxus, Cephalotaxus — kétlaki.
A zárvatermőkétől jelentősen eltérő virágaik murvalevelek hónaljában nyílnak. Több ilyen virág együtt virágzatot alkot. Virágzatukat — amint erre a toboztermők (Pinophyta) törzs neve is utal — hagyományosan tobozvirágzatnak nevezzük, bár a porzós virágok inkább barkaszerűek.

#### Porzós virágzatuk
A porzós virágok szinte mindig a levelek hónaljában jelennek meg egyesével vagy csoportosan. A spirálisan álló, rövid nyelű porzólevelek két-két pollenzsákot viselnek. Közös jellemzőjük, hogy hatalmas mennyiségű pollent termelnek — erre azért van szükség, mert minden fenyőfajt a szél poroz be. A pollenszemek szeles időben akár több száz kilométert utazhatnak.
Az apró, sárga vagy vöröses árnyalatú hímvirágokat többnyire még a figyelmes szemlélő is csak közelről láthatja meg. Egy-egy virág rövid életű: miután kihullott belőle a virágpor, elszárad és lepottyan. Díszértékük éppen ezért általában csekély, kivéve néhány élénk színű és egyúttal tömegesen virágzó fajt:
- csavarttűjű fenyő (Pinus contorta),
- törpefenyő (Pinus mugo),
- oregoni hamisciprus (Chamaecyparis lawsoniana),
- andalúziai jegenyefenyő (Abies pinsapo)

— utóbbi kettő a portokok felpattanása előtt.

#### Termős virágzatuk
A tobozokban minden, elfásodó termőpikkely az ugyancsak elfásodó meddő- avagy fedőpikkely (fellevél) hónaljában (védelmében) fejlődő, redukált termős virágnak tekinthető; a tobozban a termő és meddő pikkelyek spirálisan helyezkednek el egy központi tengely körül. Ha a meddő- vagy fedőpikkelyek látszólag hiányoznak, az azt jelenti, hogy teljesen összeolvadtak a termőpikkelyekkel. Az ősibb fajok termőleveleiben még sok magkezdemény van, a fejlettebbekében már csak kettő. A magkezdemény oldalállású, a mikropile a toboztengely felé néz.
A toboz alakja és mérete igen változatos, amiért fontos határozó bélyeg. Egy-egy nemzetség tobozai — miközben valamennyire különböznek egymástól — számos olyan közös, megkülönböztető bélyeget mutatnak, amelyek alapján könnyen elkülöníthetők más nemzetségek fajaitól:
- a jegenyefenyők (Abies spp.) felálló tobozai többnyire a korona legfelső részén fejlődnek ki. Az éretlen tobozok vastag gyertyákként merednek fel a koronából, majd a beérett pikkelylevelek ősszel lehullanak a toboztengelyről;
- a lucfenyők (Picea) tobozai lecsüngenek; a pikkelylevelek szorosan egymásra simulnak. A toboz a második évben érik be, majd lehull;
- a tűnyalábos fenyők (Pinus) tobozai a legváltozatosabbak (az északi féltekén ennek a nemzetségnek van a legtöbb faja). A termőpikkelyek vége kiszélesedik és a pikkelypajzson gyakoriak a kisebb-nagyobb dudorok, kinövések. A tobozok általában a második vagy a harmadik évben érnek be;
- a cédrusok (Cedrus) toboza hordó alakú
- a hamisciprusok és a tuják (Chamaecyparis, Thuja) toboza kerekded, alig borsószem méretű.
- a borókák (Juniperus) tobozpikkelyei bogyószerűen elhúsosodtak;

A páfrányfenyők (Ginkgo), a tiszafák (Taxus), az áltiszafák (Cephalotaxus) és a nagymagvú tiszafák (Torreya) termése nem toboz.
Érés közben a toboz fajtól–nemzetségtől függően elfásodik vagy elhúsosodik. A legtöbb faj csak idős korában terem tömegesen. Kertészetileg tehát különösen jelentősek a más fiatalon is tömegesen termő fajok (például koreai jegenyefenyő — Abies koreana)

## Életmódjuk, termőhelyük
A nemzetségek nagy többsége örökzöld, csak kevés lombhullató (Larix, Taxodium, Metasequoia). A szél porozza be őket. Néhány faj magjai a tobozban maradnak, és csak az erdőtűz hatására pattognak ki belőle.

## Rendszerezésük
50-60 ma élő nemzetséget sorolnak ide összesen mintegy 600 fajjal. Ez a fás szárú növények teljes fajszámának mintegy 1,5 %-a; ezzel ez a nyitvatermők legfajgazdagabb rendje. Ide tartozik az összes recens tűlevelű, egyes kihalt taxonjaikat azonban más rendekbe osztják.
A fenyőalakúak családjai:
- araukáriafélék (Araucariaceae)
- †Arctopityaceae
- Áltiszafafélék (Cephalotaxaceae), megszűnt
- †Cheirolepidiaceae
- Ciprusfélék (Cupressaceae)
- Fenyőfélék (Pinaceae)
- Kőtiszafafélék (Podocarpaceae)
- Ernyőfenyőfélék (Sciadopityaceae), egyetlen faja a japán ernyőfenyő
- Tiszafafélék (Taxaceae)

A tiszafaféléket a múltban önálló rendbe (Taxales) sorolták, de az újabb genetikai bizonyítékok alapján monofiletikusak a többi fenyőalakúval, így a Pinales rendhez csatolták őket. Az áltiszafaféléket (Cephalotaxaceae) az ezredforduló táján beolvasztották a tiszafafélék (Taxaceae) családjába.